# Баттенберг (торт)
Торт «Ба́ттенберг» (англ. Battenberg cake) — бисквитный кекс с марципановой глазурью. Выпекается из коржей разного цвета: розового и жёлтого. Коржи разрезаются и скрепляются абрикосовым джемом между собой так, чтобы на срезе получилась характерная для баттенбергского кекса шахматная клетка розового и жёлтого цвета. Кекс Баттенберг промышленного производства доступен в Великобритании в розничной продаже. Используемая в ряде англоязычных и других западных стран баттенбергская разметка транспортных средств получила своё название за внешнее сходство с этим кексом.
По одной из версий, кекс получил своё название в честь бракосочетания в 1884 году внучки королевы Великобритании Виктории принцессы Виктории Гессенской, сестры императрицы Александры Фёдоровны, с принцем Людвигом Баттенбергом. Каждая шахматная клетка якобы символизировала четырёх Баттенбергов: Людвига, Александра, Генриха и Франца Иосифа.